# رابرت سی. کوپر
رابرت سی. کور (انگلیسی: Robert C. Cooper؛ زاده ۱۴ اکتبر ۱۹۶۸) یک فیلم‌نامه‌نویس، و کارگردان اهل کانادا است.